# إليزابيث ماكونشي
إليزابيث ماكونشي بالإنجليزية Elizabeth Maconchy (و. 19 مارس 1907 – ت. 11 نوفمبر 1994) مؤلفة موسيقية إنجليزية من أصل أيرلندي.
إليزابيث ماكونشي وصفت موسيقاها بأنها «جدال عاطفي» وحقا تتميز أعمالها بالجمع بين الطابع الغنائي العاطفي المؤثر والتراكيب المنطقية الواضحة. موسيقاها الحيوية التي ظلها لها جذور في المقامية فيما عدا تجربها مع تقنيات الاثنتي عشرة نغمة خلال الأربعينات، ضمن الأكثر ديناميكية التي أنتجتها بريطانيا في القرن العشرين وتستحق أن تسمع أعمالها بشكل أوسع مما هي حاليا.

## حياتها

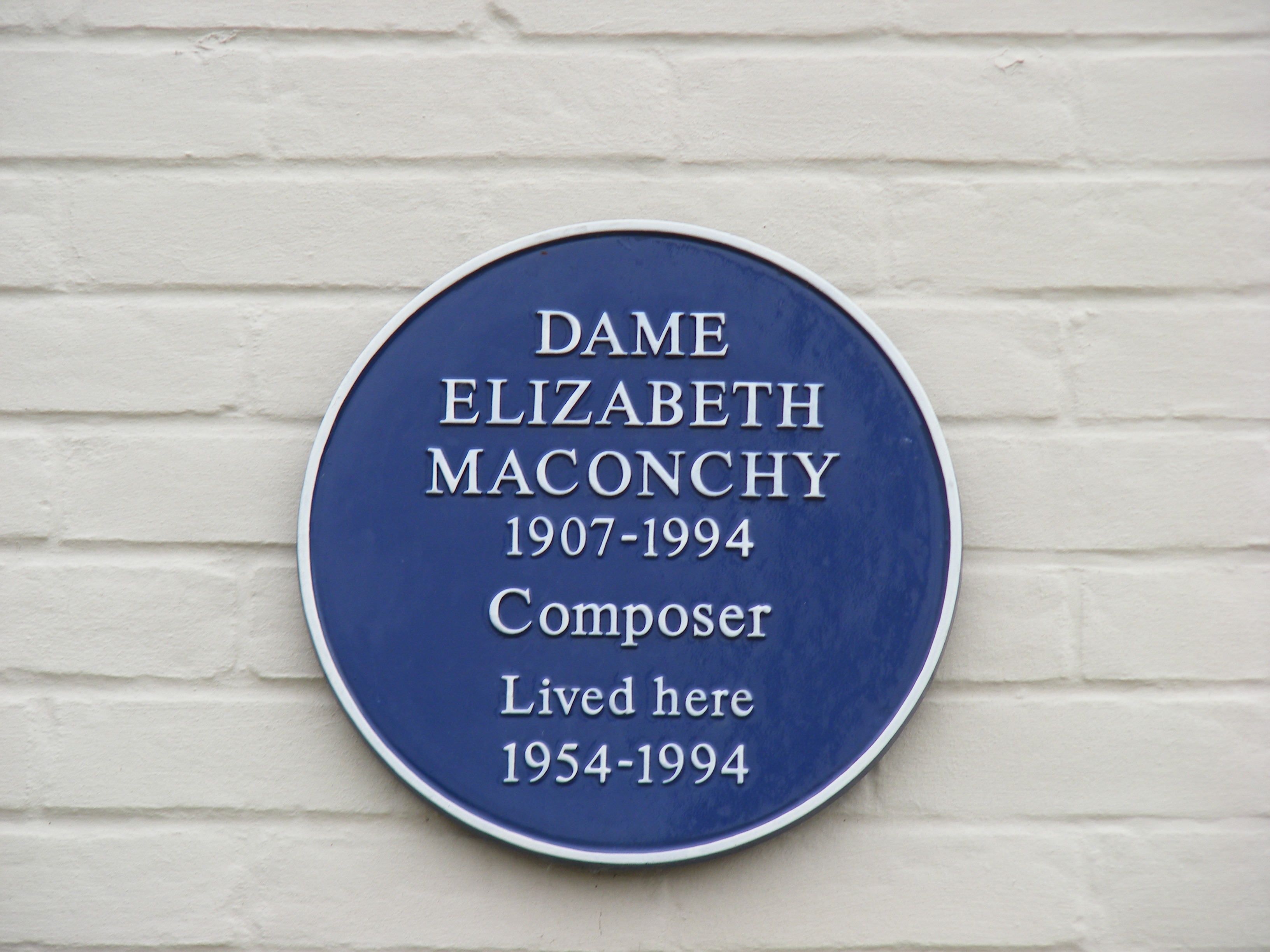
إليزابيث ماكونشي شوتسبروك، بورهام

قضت ماكونشي معظم طفولتها في ريف إنجلترا وأيرلندا مع تعرف بسيط على الموسيقى بخلاف ما عزفته على آلة البيانو أو ألفته لنفسها. في سن 16 ذهبت إلى الكلية الملكية للموسيقى في لندن، حيث درست مع رالف فون وليامز واستكشفت موسيقى جديدة لمؤلفين أمثال بيلا بارتوك، أثناء تطوير لغتها الموسيقية الشخصية الذاتية. كان أول مرة حققت فيها اهتمام الجمهور في سن 23 حين عرض عملها الأوركسترالي القوي «الأرض» المأخوذ عن قصيدة لفيتا ساكفيل-وست أول مرة في حفل التخرج في أغسطس 1930 وسط الآراء المتحمسة من النقاد.
في عام 1932 أصيبت ماكونشي بالسل الذي أودى بحياة والدها قبل عشر سنوات. عالجت نفسها بالانتقال خارج لندن والإقامة في سقيفة أسفل حديقة منزلها في كنت. رغم هذه العزلة الإجبارية، استمرت موسيقاها تعرض في كل أنحاء أوروبا خلال الثلاثينات، رغم أن بعض النقاد البريطانيين وجدوا الحداثة والقوة الذهنية لأعمالها صعبة القبول لدى امرأة. بعد زواجها عام 1930، أنجبت ماكونشي ابنتين (أصغرهما المؤلفة الموسيقية نيكولا لوفانو) واضطرت لقضاء الكثير من وقتها تهتم بأسرتها. مع ذلك، في مواجهة المقاومة من المؤسسة التي تسيطر عليها الذكور، واصلت تطوير صوتها الموسيقي، حيث كتبت مجموعة قوية من الأعمال في مختلف الأنواع الكثيرة، من موسيقى الحجرة إلى الأوبرا. وجاء في طريقها حجم متزايد من التكليف من العازفين والمؤسسات والاحتفالات في السبعينات والثمانينات، لكن ابتكارها لم يقل بالنجاح المتزايد في عام 1987 إسهامها في الموسيقى البريطانية لاقى الاعتراف الكامل حين حصلت على لقب الفروسية من الإمبراطورية البريطانية.

## روابط خارجية
- إليزابيث ماكونشي على موقع ميوزك برينز (الإنجليزية)
- إليزابيث ماكونشي على موقع ديسكوغز (الإنجليزية)